# Leylaiya whiteheadi
Leylaiya whiteheadi är en tvåvingeart som beskrevs av Greathead och Neal L. Evenhuis 2001. Leylaiya whiteheadi ingår i släktet Leylaiya och familjen svävflugor. Inga underarter finns listade i Catalogue of Life.